# 10-й истребительный авиационный корпус
10-й истребительный авиационный Сталинградский ордена Богдана Хмельницкого корпус (10-й иак) — соединение Военно-Воздушных сил (ВВС) Вооружённых Сил РККА, принимавшее участие в боевых действиях Великой Отечественной войны.

## Наименования корпуса
- 2-й смешанный авиационный корпус;
- 2-й смешанный авиационный Сталинградский корпус;
- 10-й истребительный авиационный Сталинградский корпус;
- 10-й истребительный авиационный Сталинградский ордена Богдана Хмельницкого корпус;
- 52-й истребительный авиационный Сталинградский ордена Богдана Хмельницкого корпус;
- 52-й истребительный авиационный Сталинградский ордена Богдана Хмельницкого корпус ПВО.

## Создание корпуса
10-й истребительный авиационный Сталинградский корпус сформирован 21 июля 1943 года из 2-го смешанного авиационного Сталинградского корпуса

## Преобразование корпуса
10-й истребительный авиационный Сталинградский ордена Богдана Хмельницкого корпус 10 января 1949 года преобразован в 52-й истребительный авиационный Сталинградский ордена Богдана Хмельницкого корпус

## В действующей армии
В составе действующей армии:

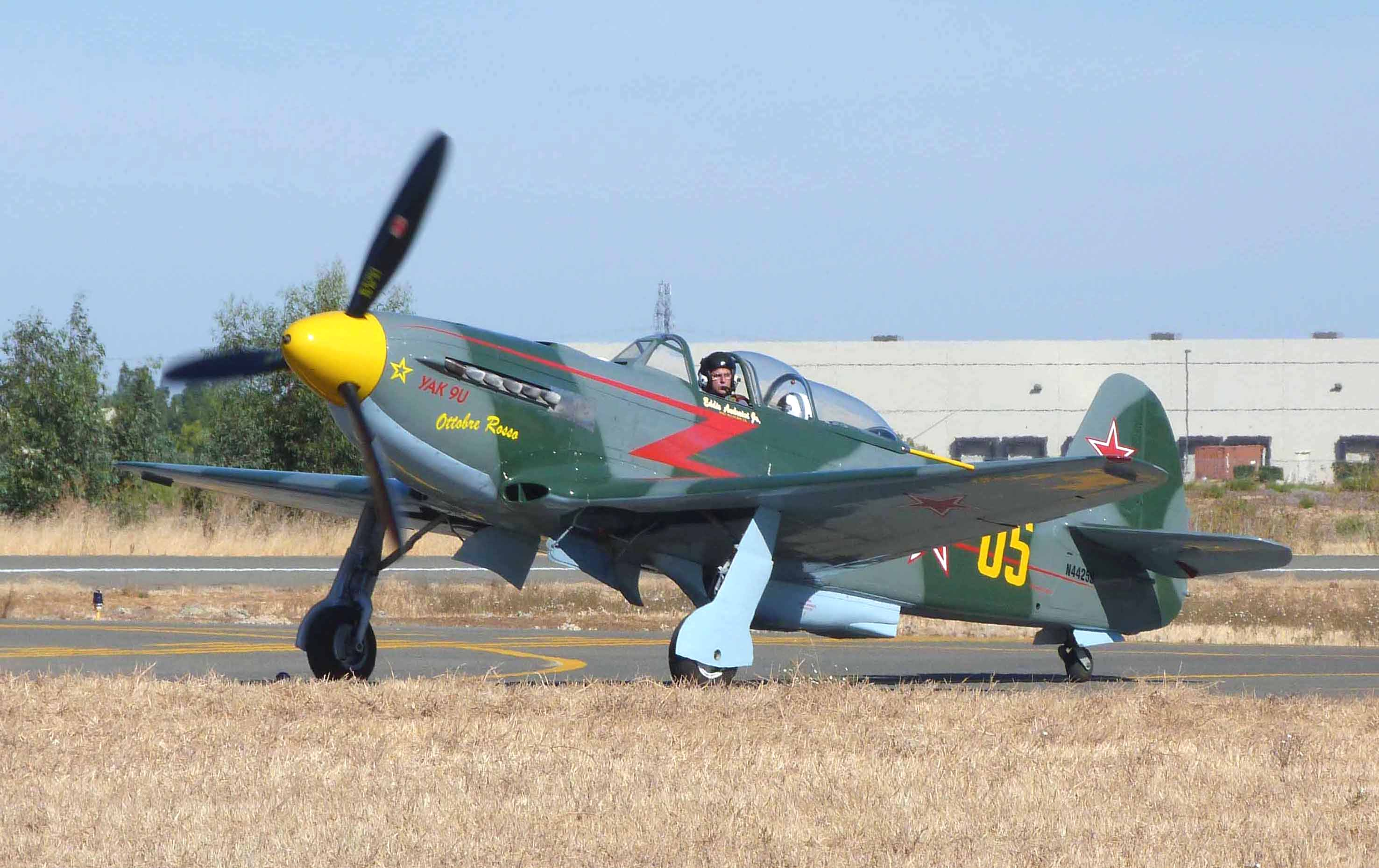
Як-9 корпуса

- с 21 июля 1943 года по 11 мая 1945 года[3], всего 661 день

## Командование корпуса

### Командир корпуса
- генерал-майор авиации (до 07.08.1943 г. полковник) Головня Михаил Михайлович[4]. Период нахождения в должности с 21 июля 1943 года по сентябрь 1947 года.
- генерал-майор авиации Осадчий Александр Петрович[5]. Период нахождения в должности: с сентября 1947 года по март 1949 года
- Герой Советского Союза Генерал-майор авиации Нога Митрофан Петрович, с февраля 1952 по октябрь 1955

### Военный комиссар, замполит
- полковник А. П. Митачкин

## В составе объединений
| Объединение                                         | Период                  |
| --------------------------------------------------- | ----------------------- |
| 2-я воздушная армия Воронежского фронта             | 21.07.1943 — 20.10.1943 |
| 2-я воздушная армия 1-го Украинского фронта         | 20.10.1943 — 05.08.1944 |
| 8-я воздушная армия 4-го Украинского фронта         | 05.08.1944 — 11.05.1945 |
| 14-я воздушная армия Прикарпатского военного округа | 08.05.1946 — 10.01.1949 |
| 57-я воздушная армия Прикарпатского военного округа | 10.01.1949 — 15.10.1952 |
| ВВС Таврического военного округа                    | 15.10.1952 — 15.05.1956 |

## Соединения, части и отдельные подразделения корпуса
- 201-я истребительная авиационная Сталинградская дивизия (10-я гвардейская истребительная авиационная Сталинградская дивизия)[9][10][11]
  - 13-й истребительный авиационный Сталинградский полк (111-й гвардейский истребительный авиационный Сталинградский полк)
  - 236-й истребительный авиационный полк (112-й гвардейский истребительный авиационный полк)
  - 437-й истребительный авиационный полк (113-й гвардейский истребительный авиационный полк)
- 235-я истребительная авиационная Сталинградская Краснознамённая дивизия (15-я гвардейская истребительная авиационная Сталинградская Краснознамённая дивизия)[9][10][11]
  - 3-й гвардейский истребительный Ростов-Донский Краснознамённый авиационный полк
  - 181-й истребительный авиационный Сталинградский полк (180-й гвардейский истребительный Сталинградский Краснознамённый авиационный полк)
  - 239-й истребительный авиационный Сталинградский полк (181-й гвардейский истребительный авиационный Сталинградский полк)
- 224-я штурмовая Жмеринская Краснознамённая авиационная дивизия[10] (с 16.01.1944 г. по 15.04.1944 г.)
  - 565-й штурмовой авиационный Станиславский полк
  - 571-й штурмовой авиационный Остропольский полк
  - 996-й штурмовой авиационный Каменец-Подольский ордена Суворова полк
- 400-я отдельная авиационная эскадрилья связи[3]
- 268-я отдельная рота связи[3]
- 2395-я военно-почтовая станция[3]

### После 1945 года
- 10-я гвардейская истребительная авиационная Сталинградская Краснознамённая ордена Суворова дивизия[12]:
  - 111-й гвардейский истребительный авиационный Сталинградский Краснознамённый полк (24.08.1943 — 28.02.1959);
  - 112-й гвардейский истребительный авиационный Каменец-Подольский полк (24.08.1943 — 21.08.1955);
  - 113-й гвардейский истребительный авиационный Карпатский ордена Суворова полк (01.05.1943 — 28.02.1959);
  - 530-й истребительный авиационный Будапештский полк (01.01.1946 — 15.03.1947).
- 15-я гвардейская истребительная авиационная Сталинградская Краснознамённая ордена Богдана Хмельницкого дивизия[12]:
  - 3-й гвардейский истребительный авиационный Ростов-Донский Краснознамённый полк (19.08.1944 — 02.04.1960 );
  - 180-й гвардейский истребительный авиационный Сталинградский Краснознамённый полк (19.08.1944 — 01.03.1952);
  - 181-й гвардейский истребительный авиационный Сталинградский полк (19.08.1944 — 01.03.1952);
  - 32-й гвардейский истребительный авиационный Виленский орденов Ленина и Кутузова полк (01.06.1949 — 15.02.1950);
  - 848-й истребительный авиационный Ордена Кутузова полк (01.12.1945 — 15.03.1947).

## Участие в операциях и битвах
- Курская битва[4] — с 21 июля 1943 года по 23 августа 1943 года
- Изюм-Барвенковская операция — с 21 июля 1943 года по 27 июля 1943 года
- Белгородско-Харьковская операция[4]- с 3 августа 1943 года по 23 августа 1943 года
- Донбасская операция — в период с 13 августа 1943 года по 22 сентября 1943 года
- Днепровская воздушно-десантная операция — в период с 23 сентября 1943 года по 13 ноября 1943 года
- Запорожская операция — в период с 10 октября 1943 года по 14 октября 1943 года
- Киевская операция — в период с 3 ноября 1943 года по 22 декабря 1943 года
- Корсунь-Шевченковская операция[4] — в период с 24 января 1944 года по 17 февраля 1944 года
- Никопольско-Криворожская операция — в период с 30 января 1944 года по 29 февраля 1944 года
- Проскуровско-Черновицкая операция[4] — в период с 4 марта 1944 года по 17 апреля 1944 года
- Одесская операция — в период с 26 марта 1944 года по 14 апреля 1944 года
- Львовско-Сандомирская операция[4] — в период с 13 июля 1944 года по 29 августа 1944 года
- Ясско-Кишиневская операция — в период с 20 августа 1944 года по 29 августа 1944 года
- Восточно-Карпатская операция[4] — в период с 8 сентября 1944 года по 28 октября 1944 года
- Западно-Карпатская операция[4] — в период с 12 января 1945 года по 18 февраля 1945 года
- Моравско-Остравская операция[4] — в период с 10 марта 1945 года по 5 мая 1945 года
- Пражская операция[4] — в период с 6 мая 1945 года по 11 мая 1945 года

## Переименование в гвардейские части
- 201-я Сталинградская истребительная авиационная дивизия 24 августа 1943 года переименована в 10-ю гвардейскую Сталинградскую истребительную авиационную дивизию[13]
- 235-я Сталинградская Краснознамённая истребительная авиационная дивизия 19 августа 1944 года переименована в 15-ю гвардейскую Сталинградскую Краснознамённую истребительную авиационную дивизию[14]
- 13-й Сталинградский истребительный авиационный полк 24 августа 1943 года переименован в 111-й гвардейский Сталинградский истребительный авиационный полк[13]
- 181-й Сталинградский истребительный авиационный полк 19 августа 1944 года переименован в 180-й гвардейский Сталинградский истребительный авиационный полк[14]
- 236-й истребительный авиационный полк 24 августа 1943 года переименован в 112-й гвардейский истребительный авиационный полк[13]
- 239-й Сталинградский истребительный авиационный полк 19 августа 1944 года переименован в 181-й гвардейский Сталинградский истребительный авиационный полк[14]
- 437-й истребительный авиационный полк 24 августа 1943 года переименован в 113-й гвардейский истребительный авиационный полк[13]

## Почётные наименования
- 112-му гвардейскому истребительному авиационному полку 3 апреля 1944 года присвоено почётное наименование «Каменец-Подольский»[15]
- 113-му гвардейскому истребительному авиационному полку 31 октября 1944 года присвоено почётное наименование «Карпатский»[16]

## Награды
- 10-й Сталинградский истребительный авиационный корпус Указом Президиума Верховного Совета СССР от 8 сентября 1944 года награждён орденом «Богдана Хмельницкого II степени»
- 10-я гвардейская Сталинградская истребительная авиационная дивизия Указом Президиума Верховного Совета СССР от 6 ноября 1943 года награждена орденом «Боевого Красного Знамени»
- 10-я гвардейская Сталинградская Краснознамённая истребительная авиационная дивизия Указом Президиума Верховного Совета СССР от 19 февраля 1945 года награждена орденом «Суворова II степени»
- 15-я гвардейская Сталинградская Краснознамённая истребительная авиационная дивизия Указом Президиума Верховного Совета СССР от 8 сентября 1944 года награждена орденом «Богдана Хмельницкого II степени»
- 3-й гвардейский Ростов-Донский истребительный авиационный полк Указом Президиума Верховного Совета СССР от 19 февраля 1945 года награждён орденом «Боевого Красного Знамени»
- 111-й гвардейский Сталинградский истребительный авиационный полк Указом Президиума Верховного Совета СССР от 4 июня 1945 года награждён орденом «Боевого Красного Знамени»
- 113-й гвардейский Карпатский истребительный авиационный полк Указом Президиума Верховного Совета СССР от 4 июня 1945 года награждён орденом «Суворова III степени»
- 180-й гвардейский Сталинградский истребительный авиационный полк Указом Президиума Верховного Совета СССР от 16 декабря 1944 года награждён орденом «Боевого Красного Знамени»

## Благодарности Верховного Главнокомандующего
- За овладение городом и оперативно важным железнодорожным узлом Чертков, городом Гусятин, городом и железнодорожным узлом Залещики на реке Днестр и освобождении более 400 других населённых пунктов[17]
- За овладение городом Проскуров[18]
- За овладение городом Каменец-Подольский[19]

## Статистика
Корпус в период с 21 июля 1943 года по 11 мая 1945 года произвёл 31 750 боевых самолёто-вылетов, в которых:
| Проведено воздушных боев | Сбито самолётов противника | Потеряно своих самолётов |
| ------------------------ | -------------------------- | ------------------------ |
| 1065                     | 966                        | 308                      |

уничтожено наземных целей:
| бомбардировщиков на аэродромах противника | истребителей на аэродромах противника | автомашин | железнодорожных вагонов | паровозов | полевых орудий и миномётов | танков | складов с горючим и боеприпасами | подавлен огонь зенитных батарей |
| ----------------------------------------- | ------------------------------------- | --------- | ----------------------- | --------- | -------------------------- | ------ | -------------------------------- | ------------------------------- |
| 36                                        | 77                                    | 3557      | 549                     | 85        | 435                        | 12     | 45                               | 106                             |

## Боевые эпизоды
- 03.08.1943 г. Сопровождение штурмовиков и бомбардировщиков
- 12.08.1943 г. Воздушный бой эскадрильи П. А. Гнидо
- 15.08.1943 г. Бой с превосходящими силами противника
- 18.08.1943 г. Расправы над «Юнкерсами-87»
- 23.08.1943 г. Таран И. М. Пискунова
- 22.10.1943 г. Отражение налёта бомбардировщиков
- 01.02.1944 г. Расправа над «Юнкерсами-52»
- 15.03.1944 г. Воздушные бои
- 16.03.1944 г. Воздушные бои
- 27.04.1944 г. Отражение налётов бомбардировщиков
- 28.04.1944 г. Сопровождение бомбардировщиков
- 02.05.1944 г. Штурмовка аэродрома Станислав
- 14.07.1944 г. Воздушный бой
- 21.07.1944 г. Штурмовой удар по аэродрому
- 16.08.1944 г. Удар по ж. д. станции Турку
- 24.08.1944 г. Удар по ж. д. станции Свалява
- 18.01.1945 г. Воздушный бой
- 29.03.1945 г. Сопровождение бомбардировщиков
- 19.04.1945 г. Воздушный бой

## Послевоенный период
После войны 8 мая 1946 года корпус выведен из 8-й воздушной армии и вошёл в 14-ю воздушную армию Прикарпатского военного округа. В феврале 1949 года корпус переименован в 52-й истребительный авиационный корпус.
15 октября 1952 года корпус передал 10-ю гвардейскую истребительную авиационную дивизию в 59-ю воздушную армию Центральной группы войск, а 15-ю гвардейскую истребительную авиационную дивизию — в 32-й истребительный авиационный корпус ПВО 78-й воздушной истребительной армии ПВО.
Прибыв в состав ВВС Таврического военного округа в период с 25 октября по 5 ноября 1952 года принял 97-ю иад ПВО в составе 16-го истребительного авиационного полка и 148-го гвардейского истребительного авиационного полка.
В связи с расформированием Таврического военного округа и сокращением Вооружённых сил корпус 15 мая 1956 года расформирован.

### Командиры корпуса
- генерал-майор авиации Гусев Александр Иванович[5]. Период нахождения в должности: с марта 1949 года по февраль 1952 года

## Литература

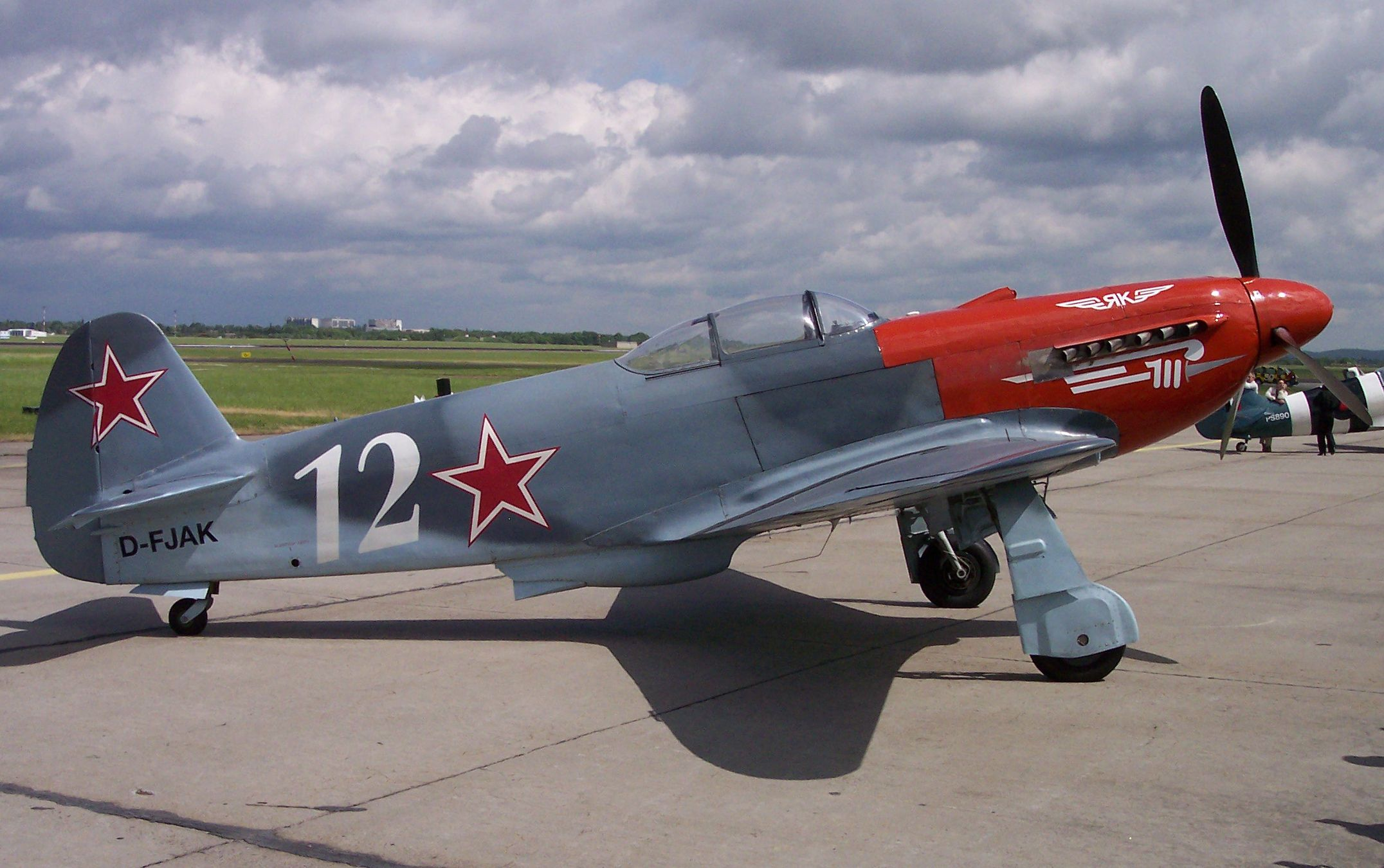
Истребитель Як-3